# Regeringen Thyselius
 Regeringen Thyselius var Sveriges Regering fra 1883 til 1884. Ministeriet var udnævnt af  kong Oscar 2. af Sverige. 

## Statsminister
Carl Johan Thyselius var statsminister og leder af Kunglig Majestäts kansli. 

## Andre ministre

### Justitsministre
- Nils von Steyern (1880-1888).

### Udenrigsministre
- Carl Fredrik Hochschild (1880-1885)

### Finansministre
- Robert Themptander (1881–1886).

### Civilministre
- Carl Johan Thyselius (5. oktober–30. november 1883).